# Habib Abdullayev
Habib Muhammedovich Abdullayev (en uzbeko: Ҳабиб Муҳаммедович Абдуллаев; en ruso: Хабиб Мухаммедович Абдуллаев; Aravan, Imperio ruso, 18 de juliojul./ 31 de julio de 1912greg. — Taskent, Unión Soviética, 20 de junio de 1962) fue un geólogo y político soviético de origen uzbeko que dirigió la Academia de Ciencias de la República Socialista Soviética de Uzbekistán de 1956 a 1962 y se desempeñó como vicepresidente del Consejo de Ministros de la RSS de Uzbekistán.

## Biografía

### Infancia y juventud
Habib Abdullayev nació en 1912 en el seno de una familia de campesinos uzbekos, en la localidad de Aravan, ubicada en el Turquestán ruso —entonces parte del Imperio ruso, actualmente situada en la provincia de Osh en Kirguistán—.Trabajó como agricultor desde que tenía sólo doce años, pero en 1929 fue nombrado jefe del comité de distrito del Komsomol. Cuando cumplió 18 años fue elegido para enviarlo a estudiar a Taskent. Allí decidió estudiar geología y se graduó en el Instituto Industrial de Asia Central en 1935.
Después de graduarse como ingeniero geólogo en el instituto, dirigió una expedición geológica para estudiar los depósitos de tungsteno y molibdeno de Langar en la RSS de Uzbekistán. Luego enseñó en la Universidad de Prospección Geológica de Moscú hasta 1939. Ese año defendió con éxito su tesis.

### Carrera académica
En 1940 regresó a Taskent, donde trabajó en el Instituto Politécnico de Asia Central como profesor asistente en el Departamento de Minerales de la Facultad de Minería. Su principal campo de estudio se centró en la formación de rocas ígneas y depósitos minerales, y desempeñó un papel importante en el establecimiento de estudios geológicos y investigaciones de campo en la RSS de Uzbekistán. En 1943 se convirtió en miembro correspondiente de la Academia de Ciencias de la RSS de Uzbekistán, en 1947 se convirtió en miembro de pleno derecho y vicepresidente de la misma; ese año se publicó su tesis doctoral que defendió en 1946.
También se convirtió en vicepresidente de la Academia de Ciencias en 1947, cargo que ocupó hasta 1955. Mientras tanto, dirigió el instituto de geología de 1947 a 1949 y de 1952 a 1955 trabajó como presidente del Departamento de Ciencias Técnicas y Geoquímicas. En octubre de 1956 se convirtió en presidente de la Academia de Ciencias de la RSS de Uzbekistán y en 1958 asumió el puesto de miembro correspondiente de la Academia de Ciencias de la URSS. Ocupó diversas membresías en organizaciones académicas, incluida la Sociedad Geológica de Francia y la Sociedad Mineralógica de Gran Bretaña e Irlanda. 
Fue destituido de su cargo de presidente de la Academia de Ciencias de la RSS de Uzbekistán, poco antes de su muerte en 1962.
Durante su carrera fue autor de más de cien artículos académicos y siete monografías.

### Carrera política
Después de convertirse en miembro del Partido Comunista en 1941, ocupó diversos altos cargos en el gobierno además de sus puestos académicos. De 1942 a 1984 fue vicepresidente del Consejo de Comisarios del Pueblo de la RSS de Uzbekistán. Además, fue presidente del Comité Estatal de Planificación de la RSS de Uzbekistán de 1944 a 1948. Fue diputado de la IV Convocatoria del Sóviet Supremo de la RSS de Uzbekistán (1955-1959) y de la V Convocatoria del Sóviet Supremo de la URSS (1958-1962), así como delegado en el XXI Congreso del PCUS en 1959. En 1956 fue elegido miembro del Comité Central del Partido Comunista de la RSS de Uzbekistán.

## Condecoraciones
A lo largo de su vida, Habib Abdullayev recibió las siguientes condecoraciones
|  | Orden de Lenin                        |
|  | Orden de la Bandera Roja del Trabajo  |
|  | Orden de la Estrella Roja, tres veces |
|  | Orden de la Insignia de Honor         |